# Statesman Journal
Le Statesman Journal est un quotidien de Salem dans l'Oregon, aux États-Unis.
Il est le fruit de la fusion en 1980 du Oregon Statesman, fondé en 1851, et du Capital Journal.
Appartenant au groupe de médias Gannett, il a un tirage moyen situé entre 36 000 et 46 000 exemplaires selon le jour de la semaine.